# Ouled Slimane
Ouled Slimane (în arabă أولاد سليمان) este o comună din provincia M'Sila, Algeria.
Populația comunei este de 4.116 locuitori (2008).